# Estrées-Mons
Estrées-Mons est une commune française située dans le département de la Somme, en région Hauts-de-France.
En 1973, les deux anciennes communes d'Estrées-en-Chaussée et Mons-en-Chaussée ont fusionné pour former la nouvelle commune d'Estrées-Mons.

## Géographie

### Description
Le village est situé dans la vallée de l'Omignon, il est traversé par l'axe Amiens - Saint-Quentin, la route départementale 1029. Par la route, Amiens est à une soixantaine de kilomètres et Saint-Quentin à plus de vingt kilomètres.
En 2019, la localité est desservie par les autocars du réseau inter-urbain Trans'80, Hauts-de-France (ligne no 49, Péronne - Roisel - Saint-Quentin).

### Hydrographie

#### Réseau hydrographique
La commune est située dans le bassin Artois-Picardie. Elle est drainée par l'Omignon et un autre petit cours d'eau.
L'Omignon, d'une longueur de 32 km, prend sa source dans la commune de Bellenglise et se jette  dans la Somme à Brie, après avoir traversé 16 communes.

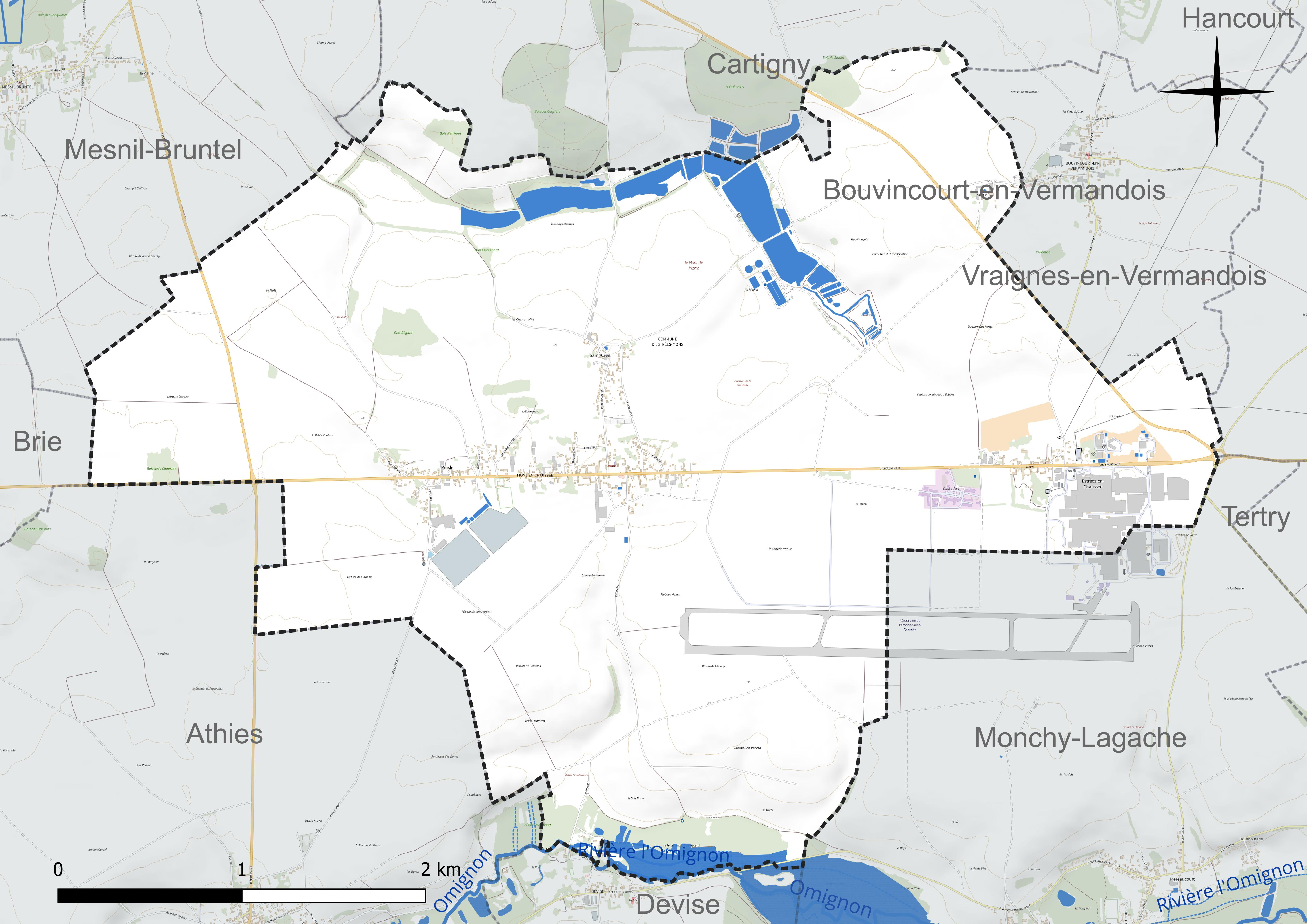
Réseau hydrographique d'Estrées-Mons.

#### Gestion et qualité des eaux
Le territoire communal est couvert par le schéma d'aménagement et de gestion des eaux (SAGE) « Haute Somme ». Ce document de planification concerne un territoire de 1 798 km2 de superficie, délimité par le bassin versant de la Haute Somme est constitué d'un réseau hydrographique complexe de cours d'eau, de marais, d'étangs et de canaux. Le périmètre a été arrêté le 21 avril 2006 et le SAGE proprement dit a été approuvé le 15 juin 2017. La structure porteuse de l'élaboration et de la mise en œuvre est le syndicat mixte d'aménagement hydraulique du bassin versant de la Somme (AMEVA).
La qualité des cours d'eau peut être consultée sur un site dédié géré par les agences de l'eau et l'Agence française pour la biodiversité.

### Climat
Pour des articles plus généraux, voir Climat des Hauts-de-France et Climat de la Somme.
En 2010, le climat de la commune est de type climat océanique dégradé des plaines du Centre et du Nord, selon une étude du CNRS s'appuyant sur une série de données couvrant la période 1971-2000. En 2020, Météo-France publie une typologie des climats de la France métropolitaine dans laquelle la commune est exposée à un climat océanique et est dans la région climatique Nord-est du bassin Parisien, caractérisée par un ensoleillement médiocre, une pluviométrie moyenne régulièrement répartie au cours de l'année et un hiver froid (3 °C).
Pour la période 1971-2000, la température annuelle moyenne est de 10,4 °C, avec une amplitude thermique annuelle de 14,5 °C. Le cumul annuel moyen de précipitations est de 690 mm, avec 11,4 jours de précipitations en janvier et 9 jours en juillet. Pour la période 1991-2020, la température moyenne annuelle observée sur la station météorologique installée sur la commune est de 11,0 °C et le cumul annuel moyen de précipitations est de 647,5 mm,. Pour l'avenir, les paramètres climatiques de la commune estimés pour 2050 selon différents scénarios d'émission de gaz à effet de serre sont consultables sur un site dédié publié par Météo-France en novembre 2022.
| Mois                                  | jan.           | fév.             | mars           | avril           | mai           | juin          | jui.           | août           | sep.          | oct.          | nov.            | déc.           | année      |
| ------------------------------------- | -------------- | ---------------- | -------------- | --------------- | ------------- | ------------- | -------------- | -------------- | ------------- | ------------- | --------------- | -------------- | ---------- |
| Température minimale moyenne (°C)     | 1,3            | 1,4              | 3,3            | 5,1             | 8,5           | 11,2          | 13             | 13             | 10,4          | 7,8           | 4,5             | 1,9            | 6,8        |
| Température moyenne (°C)              | 3,7            | 4,3              | 7,3            | 10,1            | 13,6          | 16,4          | 18,7           | 18,6           | 15,5          | 11,6          | 7,3             | 4,3            | 11         |
| Température maximale moyenne (°C)     | 6,1            | 7,2              | 11,2           | 15,1            | 18,6          | 21,6          | 24,4           | 24,3           | 20,5          | 15,4          | 10,1            | 6,6            | 15,1       |
| Record de froid (°C) date du record   | −15,8 07.01.09 | −12,7 07.02.1991 | −10,2 13.03.13 | −3,3 21.04.1991 | −1 07.05.1997 | 1,5 05.06.12  | 4,6 11.07.1993 | 4,6 29.08.1989 | 0,7 30.09.18  | −4,8 29.10.03 | −9,1 24.11.1998 | −12,5 18.12.10 | −15,8 2009 |
| Record de chaleur (°C) date du record | 14,7 09.01.15  | 18,6 26.02.19    | 24 31.03.21    | 27 20.04.18     | 30,9 28.05.17 | 34,9 18.06.22 | 41,9 25.07.19  | 38,4 12.08.03  | 34,4 15.09.20 | 27,6 01.10.11 | 19,8 07.11.15   | 16,6 07.12.00  | 41,9 2019  |
| Précipitations (mm)                   | 49,6           | 43,8             | 45,8           | 37,1            | 58,8          | 59,8          | 56,6           | 65,2           | 51,3          | 58,2          | 57,9            | 63,4           | 647,5      |

## Urbanisme

### Typologie
Au 1er janvier 2024, Estrées-Mons est catégorisée commune rurale à habitat dispersé, selon la nouvelle grille communale de densité à sept niveaux définie par l'Insee en 2022.
Elle est située hors unité urbaine. Par ailleurs la commune fait partie de l'aire d'attraction de Péronne, dont elle est une commune de la couronne,. Cette aire, qui regroupe 52 communes, est catégorisée dans les aires de moins de 50 000 habitants,.

### Occupation des sols
L'occupation des sols de la commune, telle qu'elle ressort de la base de données européenne d'occupation biophysique des sols Corine Land Cover (CLC), est marquée par l'importance des territoires agricoles (83,8 % en 2018), en diminution par rapport à 1990 (85,8 %). La répartition détaillée en 2018 est la suivante : 
terres arables (81,7 %), zones industrielles ou commerciales et réseaux de communication (4,8 %), zones urbanisées (4,5 %), eaux continentales (3,9 %), forêts (3 %), zones agricoles hétérogènes (2,1 %). L'évolution de l'occupation des sols de la commune et de ses infrastructures peut être observée sur les différentes représentations cartographiques du territoire : la carte de Cassini (XVIIIe siècle), la carte d'état-major (1820-1866) et les cartes ou photos aériennes de l'IGN pour la période actuelle (1950 à aujourd'hui).

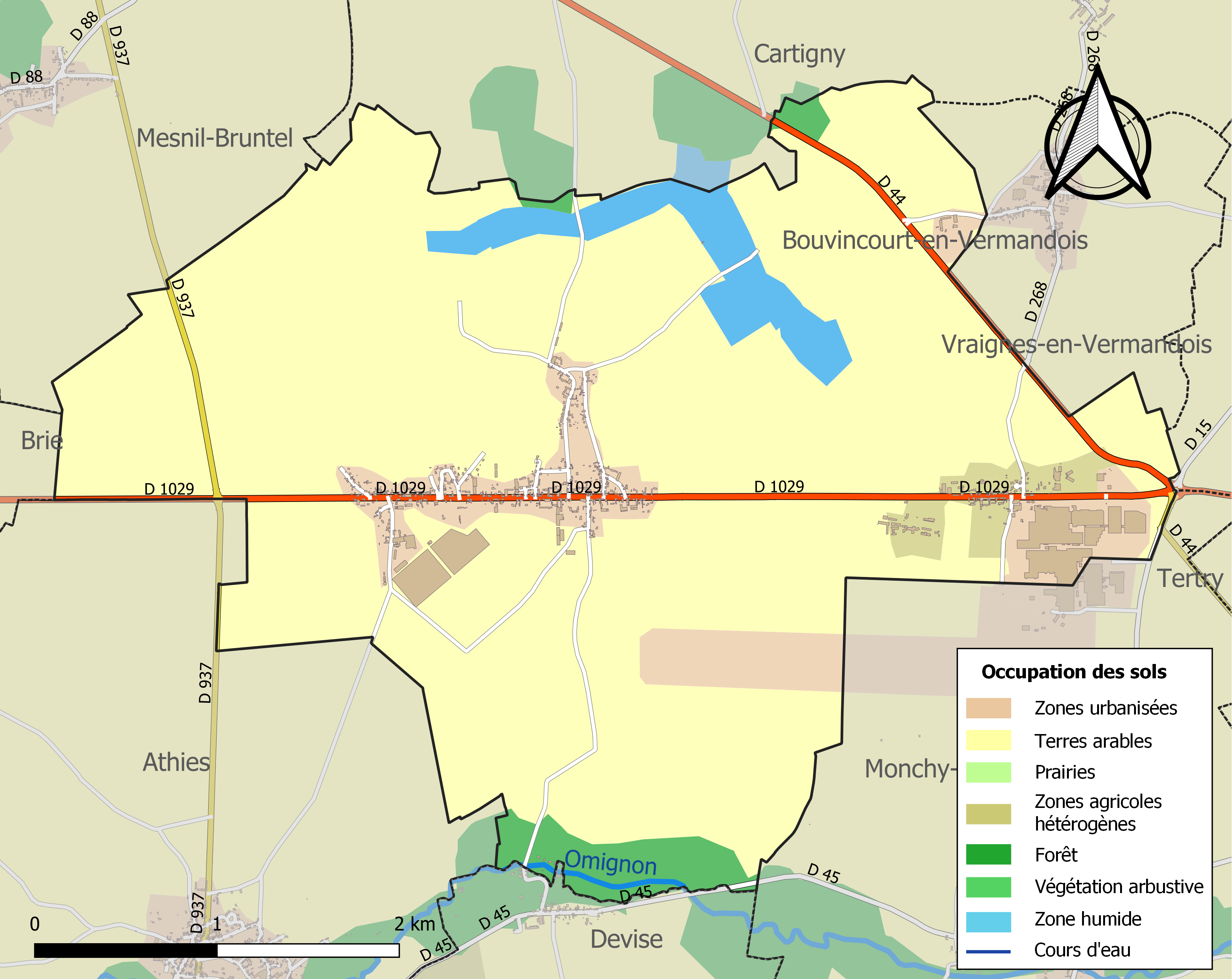
Carte des infrastructures et de l'occupation des sols de la commune en 2018 (CLC).

## Toponymie
Estrées est attesté sous les formes Strata… ; Estrées en 1148 ; Estrees in calceia en 1296 ; Estrée-en-le-Cauchie en 1519 ; Estrée-en-Cauchye en 1567 ; Estrée en 1573 ; Estrée-en-Cauchie en 1733 ; Estré-en-Cauchy en 1753 ; Etrée en 1757 ; Estré-en-Cauchie en 1764 ; Estrées-en-Chaussée en 1771.

Estrée, première partie du nom de la commune, est un mot d'ancien français, issu du latin strata (via), qui désignait une « voie couverte de pierres plates », par opposition à rupta (via) > route. Il s'est conservé dans la plupart des langues romanes (cf. l'italien et le roumain strada) et a été emprunté par le germanique (cf. l'anglais street, l'allemand Straße et le néerlandais straat). Le mot estrée a disparu du français à la fin du Moyen Âge, mais il demeure dans un grand nombre de toponymes, particulièrement dans le Nord de la France, signalant la proximité d'une voie romaine. Ici, cette voie est la chaussée Brunehaut, appelée aujourd'hui D 1029 dans les environs, ce qui justifie la terminaison des noms des deux anciennes communes qui se sont rassemblées : Estrées-en-Chaussée et Mons-en-Chaussée.
Mons est attesté sous les formes Mons en 960 ; Montes en 117. ; Monz en 12.. ; Montes juxta strata en 1200 ; Mons en le Cauchie en 1438 ; Mons en Cauchye en 1567 ; Mons en Cauchie en 1573 ; Mont-en-Cauchie en 1648 ; Mons-en-Chaussée en 1733 ; Mont-en-Chaussée en 1771 ; Mons-en-Cauchy en 1753

Le nom « Mons » se retrouve dans de nombreux noms du Nord de la France ou de Belgique, comme pour les villes de Mons (en Belgique) ou Mons-en-Barœul (département français du Nord).
Le lieu-dit les Vignes, bien exposé, témoigne de la culture ancienne du raisin sur le territoire.

## Histoire
Les villages ont été détruits pendant la Première Guerre mondiale et ont été décorés de la croix de guerre 1914-1918 le 27 octobre 1920.
Pendant la Seconde Guerre mondiale, la Luftwaffe occupe l'aérodrome de 107 hectares qui avait été créé antérieurement.
L'armée allemande agrandit le terrain d'aviation par deux pistes d'envol bétonnées de 1 650 m x 50 m et 1 600 m x 50 m, orientées respectivement E / O et N-E / S-O et ceinturées par une voie de circulation périphérique desservant elle-même de nombreuses aires de dispersion
Estrées-en-Chaussée est ensuite décorée de la croix de guerre 1939-1945 avec étoile de bronze le 11 novembre 1948.
En 1947, l'aérodrome est ouvert à l'aviation civile, puis, au milieu des années cinquante, accueille une base aérienne de l'OTAN de dispersion, équipée d'une piste E/O de 2 440 m.
À la fin des années 1960, l'OTAN ayant quitté le territoire français, le centre de recherche de l'INRAE est implanté sur une partie de l'ancienne base aérienne.
En 1973, les communes d'Estrées-en-Chaussée et de Mons-en-Chaussée fusionnent pour devenir la commune d'Estrées-Mons.

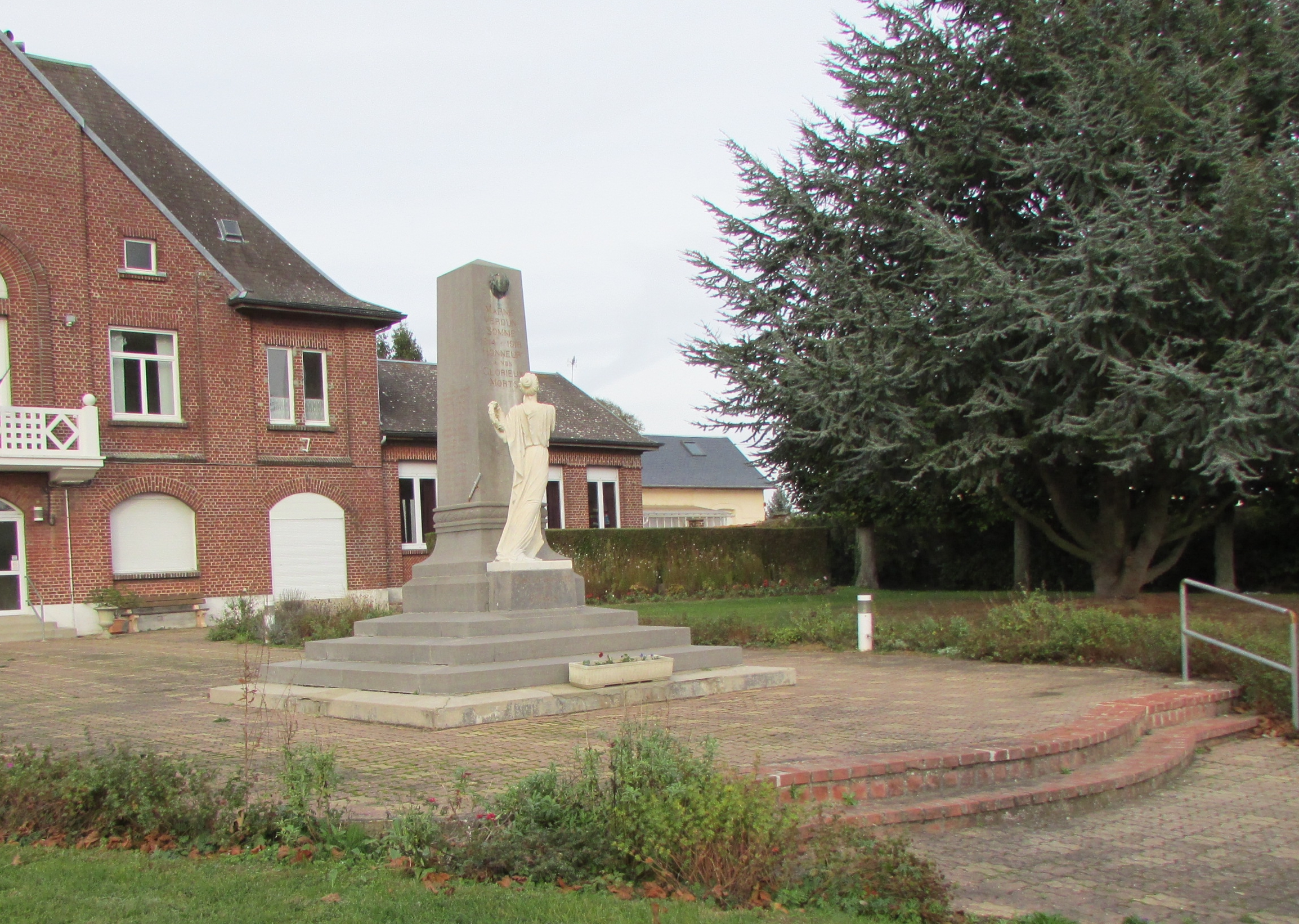
Le monument aux morts de Mons-en-Chaussée.
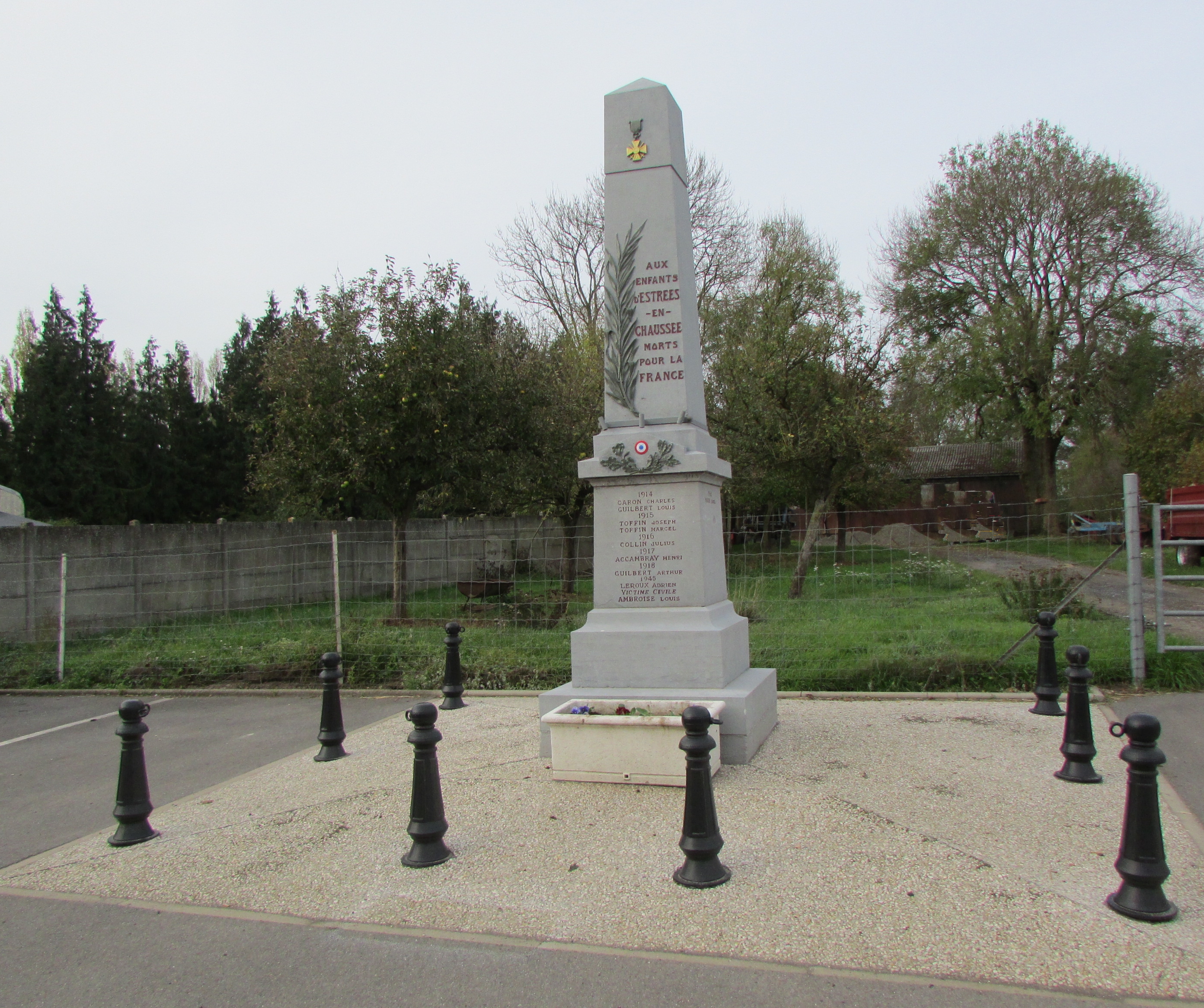
Le monument aux morts d'Estrées-en-Chaussée.

## Politique et administration
| Période                                  | Période                      | Identité          | Étiquette | Qualité                                              |
| ---------------------------------------- | ---------------------------- | ----------------- | --------- | ---------------------------------------------------- |
| Les données manquantes sont à compléter. |                              |                   |           |                                                      |
| 1856                                     | 1870                         | Joseph Guilbert   |           |                                                      |
|                                          |                              | Armand Guilbert   |           | Fils de Joseph Guibert                               |
| Les données manquantes sont à compléter. |                              |                   |           |                                                      |
| mars 2001                                | 2020                         | Jean-Paul Colard, |           |                                                      |
| 2020,                                    | En cours (au 8 octobre 2020) | Christian Picard  |           | Retraité, ancien président du club de football local |

## Population et société

### Démographie
L'évolution du nombre d'habitants est connue à travers les recensements de la population effectués dans la commune depuis 1793. Pour les communes de moins de 10 000 habitants, une enquête de recensement portant sur toute la population est réalisée tous les cinq ans, les populations de référence des années intermédiaires étant quant à elles estimées par interpolation ou extrapolation. Pour la commune, le premier recensement exhaustif entrant dans le cadre du nouveau dispositif a été réalisé en 2005.

En 2022, la commune comptait 594 habitants, en évolution de −1,16 % par rapport à 2016 (Somme : −1,26 %, France hors Mayotte : +2,11 %).
| 1793 | 1800 | 1806 | 1821 | 1831 | 1836 | 1841 | 1846 | 1851 |
| ---- | ---- | ---- | ---- | ---- | ---- | ---- | ---- | ---- |
| 796  | 690  | 699  | 719  | 721  | 706  | 767  | 766  | 770  |

| 1856 | 1861 | 1866 | 1872 | 1876 | 1881 | 1886 | 1891 | 1896 |
| ---- | ---- | ---- | ---- | ---- | ---- | ---- | ---- | ---- |
| 752  | 741  | 740  | 701  | 704  | 678  | 700  | 715  | 679  |

| 1901 | 1906 | 1911 | 1921 | 1926 | 1931 | 1936 | 1946 | 1954 |
| ---- | ---- | ---- | ---- | ---- | ---- | ---- | ---- | ---- |
| 693  | 672  | 624  | 452  | 536  | 510  | 517  | 452  | 522  |

| 1962 | 1968 | 1975 | 1982 | 1990 | 1999 | 2005 | 2006 | 2010 |
| ---- | ---- | ---- | ---- | ---- | ---- | ---- | ---- | ---- |
| 536  | 520  | 628  | 631  | 596  | 609  | 585  | 581  | 569  |

| 2015 | 2020 | 2022 | - | - | - | - | - | - |
| ---- | ---- | ---- | - | - | - | - | - | - |
| 595  | 588  | 594  | - | - | - | - | - | - |

### Enseignement
Située au numéro 2, rue du Brasseur, l'école primaire communale (maternelle et élémentaire) compte 45 élèves à la rentrée scolaire 2019-2020. Elle est située en zone B, dans l'académie d'Amiens.

### Autres équipements
Le village dispose d'une agence postale communale.

## Économie
- L'usine agro-alimentaire Bonduelle[36] dont le siège social est à Villeneuve-d'Ascq est la plus grande usine de transformation de légumes du monde. La qualité des eaux de la nappe phréatique et la proximité des meilleures terres d'Europe ont séduit l'industriel[37],[38].
- INRA, implanté sur un site de 163 hectares où travaillent en 2020 152 chercheurs, ingénieurs et techniciens, qui étudie notamment l'impact des grandes cultures sur l'environnement, notamment en termes d'émissions de gaz à effet de serre et l'hygiène des procédés agroalimentaires[39],[23].
- Sur le territoire de la commune est implanté l'aérodrome de Péronne - Haute-Somme. Il accueille un aéro-club et un centre de parachutisme très actif[40] en raison de la proximité de Paris[41].

## Culture locale et patrimoine

### Lieux et monuments
- Église Saint-Pierre de Mons.

- Chapelle d'Estrées, reconstruite après la Grande Guerre[42].
- Oratoire de Saint-Cren, du nom du hameau déjà cité en 1248. La croix avec son Christ, près de la mare, existait en 1700[42].
- Aérodrome d'Estrées-Mons,  le seul de la Somme à permettre de sauter en parachute[43].

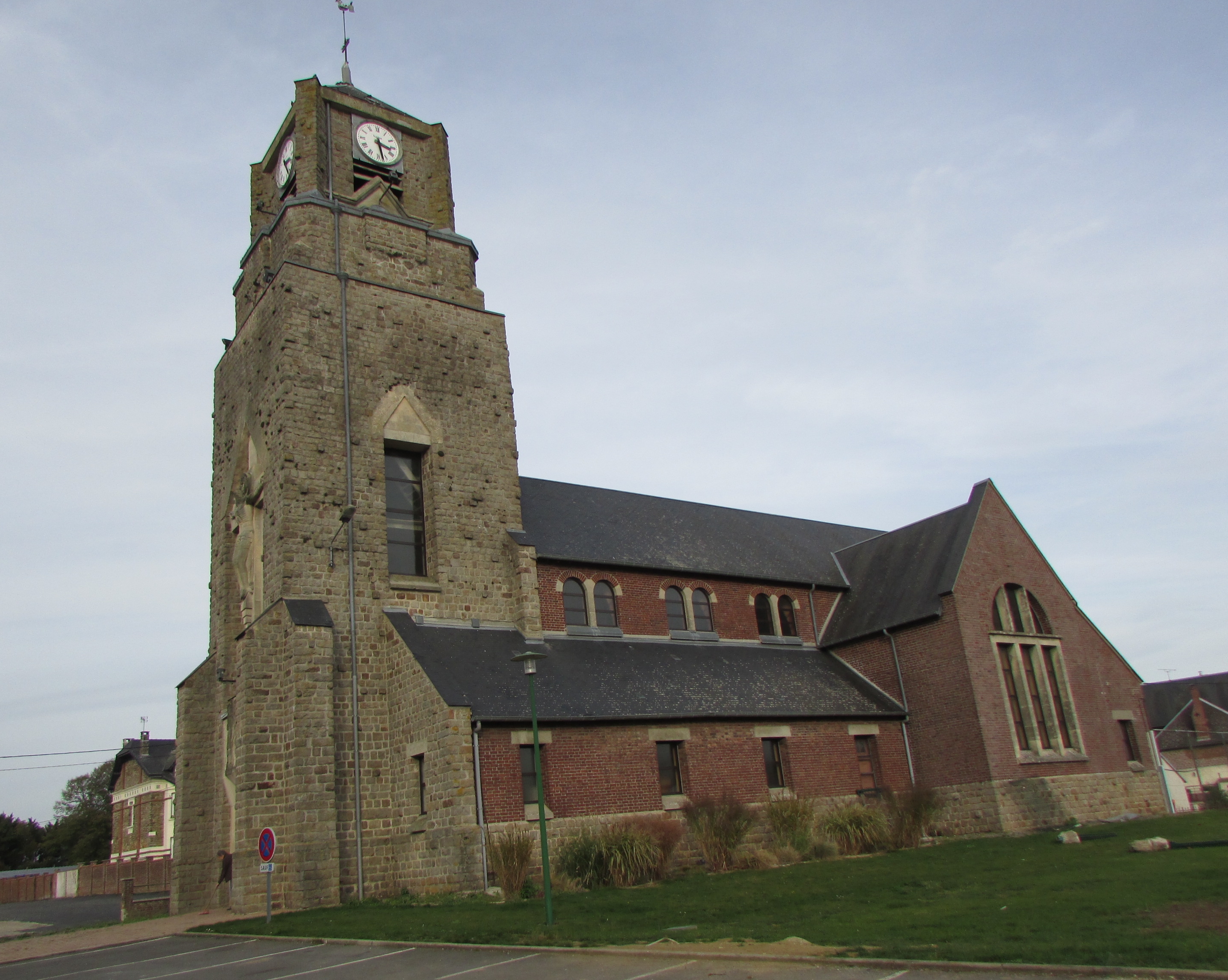
L'église Saint-Pierre d'Estrées-Mons.
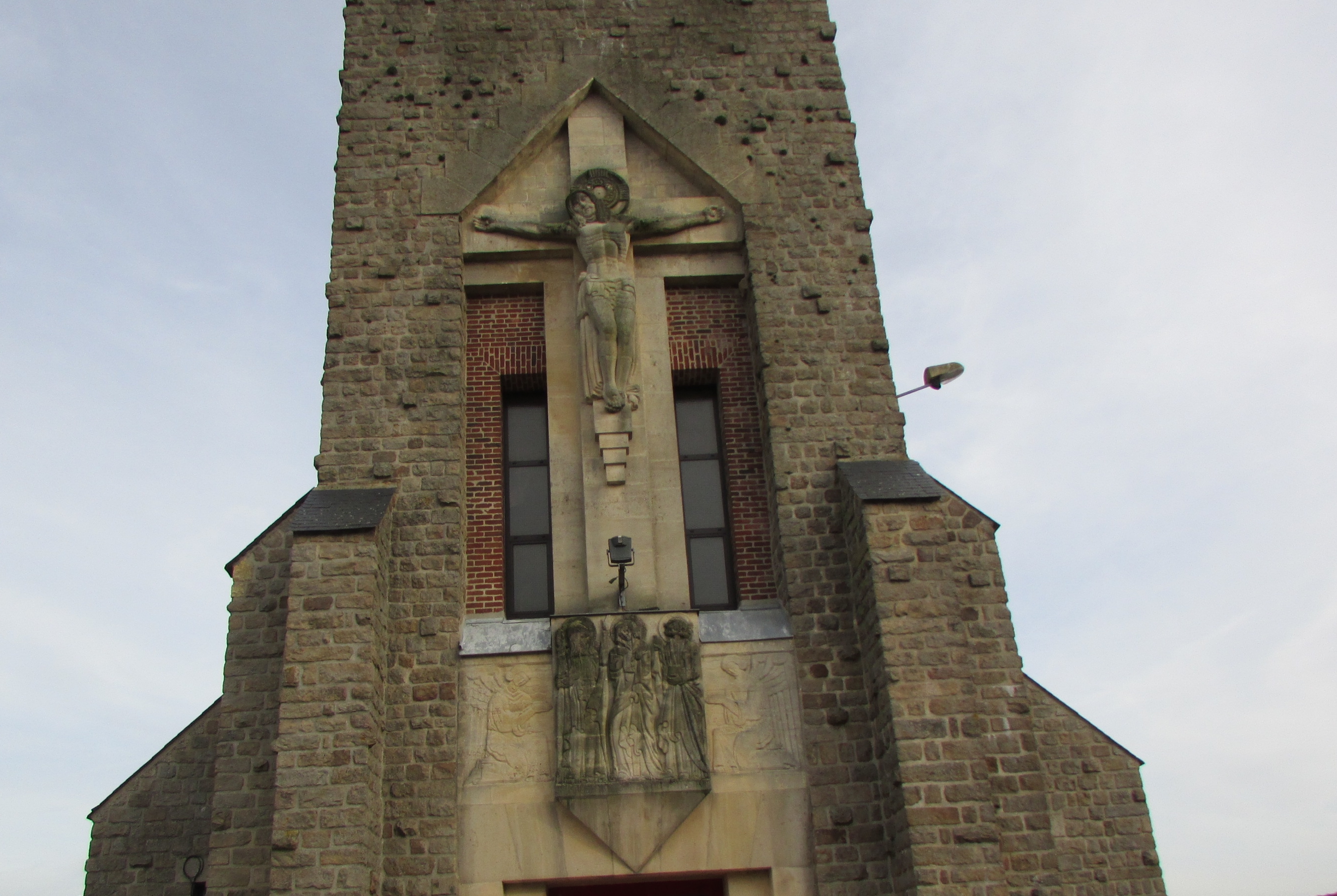
Détail de la façade de l'église Saint-Pierre d'Estrées-Mons.
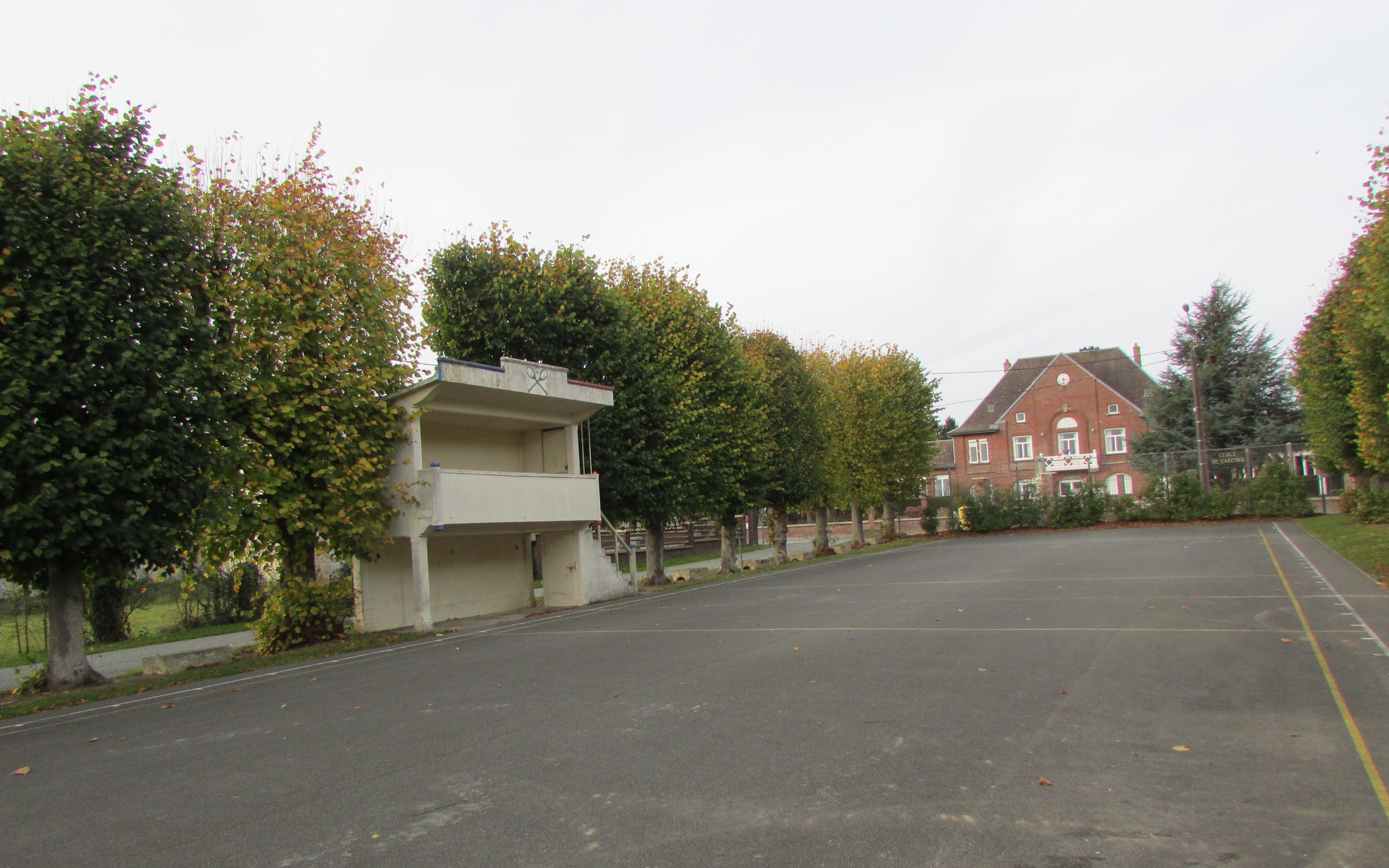
Le terrain du jeu de longue paume.
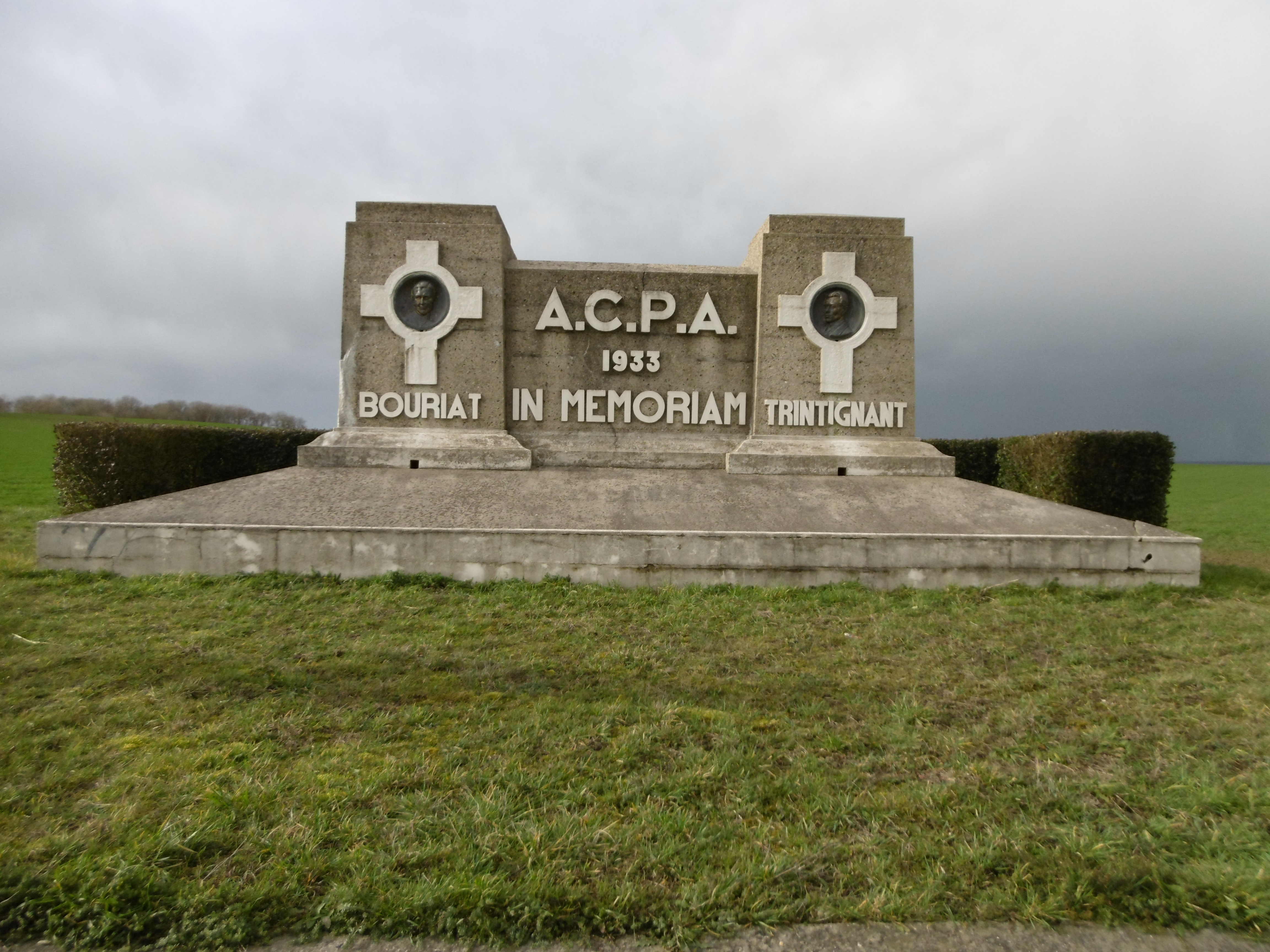
Monument Bouriat-Trintignan
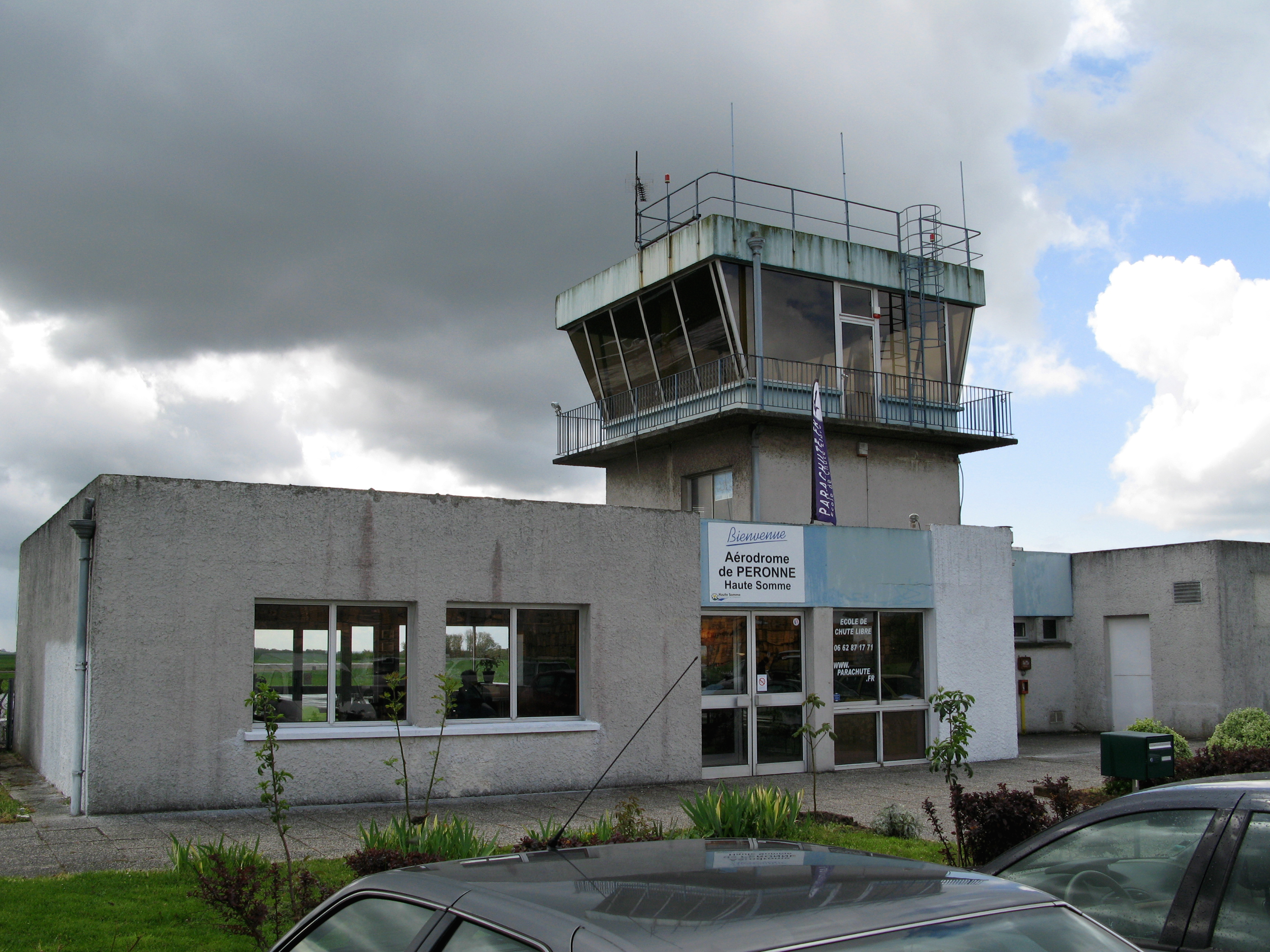
Tour de contrôle de l'aérodrome

### Personnalités liées à la commune
Il est à noter que son père,Pierre-Louis-Joseph Guilbert,né à Estrées-en-Chaussée,a été maire d'Estrées-Mons de 1856 à 1870. Il est mort en 1884.

## Héraldique
| Blason de Estrées-Mons | Blason  | D'azur au pal diminué d'argent, adextré d'un arbre d'or sommé d'une aigle essorante et contournée d'argent, et senestré d'une crosse d'or surmontée d'une fleur de lis des jardins d'argent. Différences entre dessin et blasonnement : L'arbre sur la représentation de la commune est arraché, ce qui n'est pas précisé dans le blasonnement. |
| Blason de Estrées-Mons | Détails | Le statut officiel du blason reste à déterminer. |